# Lösterbachtalbrücke
Die Lösterbachtalbrücke ist eine Autobahnbrücke der A 1 über die Löster bei Nonnweiler/Saarland und Gusenburg/Rheinland-Pfalz.
Die Mitte der Lösterbachtalbrücke bildet die Landesgrenze. Die Balkenbrücke wurde 1973/74 erbaut. Das gesamte Brückenbauwerk ist 644 Meter lang. Die höchste Stelle liegt 100 Meter über dem Lösterbachtal, wobei dieser Wert durch den höchsten Pfeiler gebildet wird. Sie ist die höchste Brücke im Verlauf der BAB 1.
Die Brücke überquert außerdem die dort entlang der Löster verlaufende stillgelegte Hochwaldbahn Trier–Türkismühle bei Streckenkilometer 55. Die Eisenbahnbrücken der Hochwaldbahn über die Löster nahe Hermeskeil bei Kilometer 51,7 sowie an der Landesgrenze bei Kilometer 53,967 werden ebenfalls jeweils als Lösterbachtalbrücke bezeichnet.

## Bilder

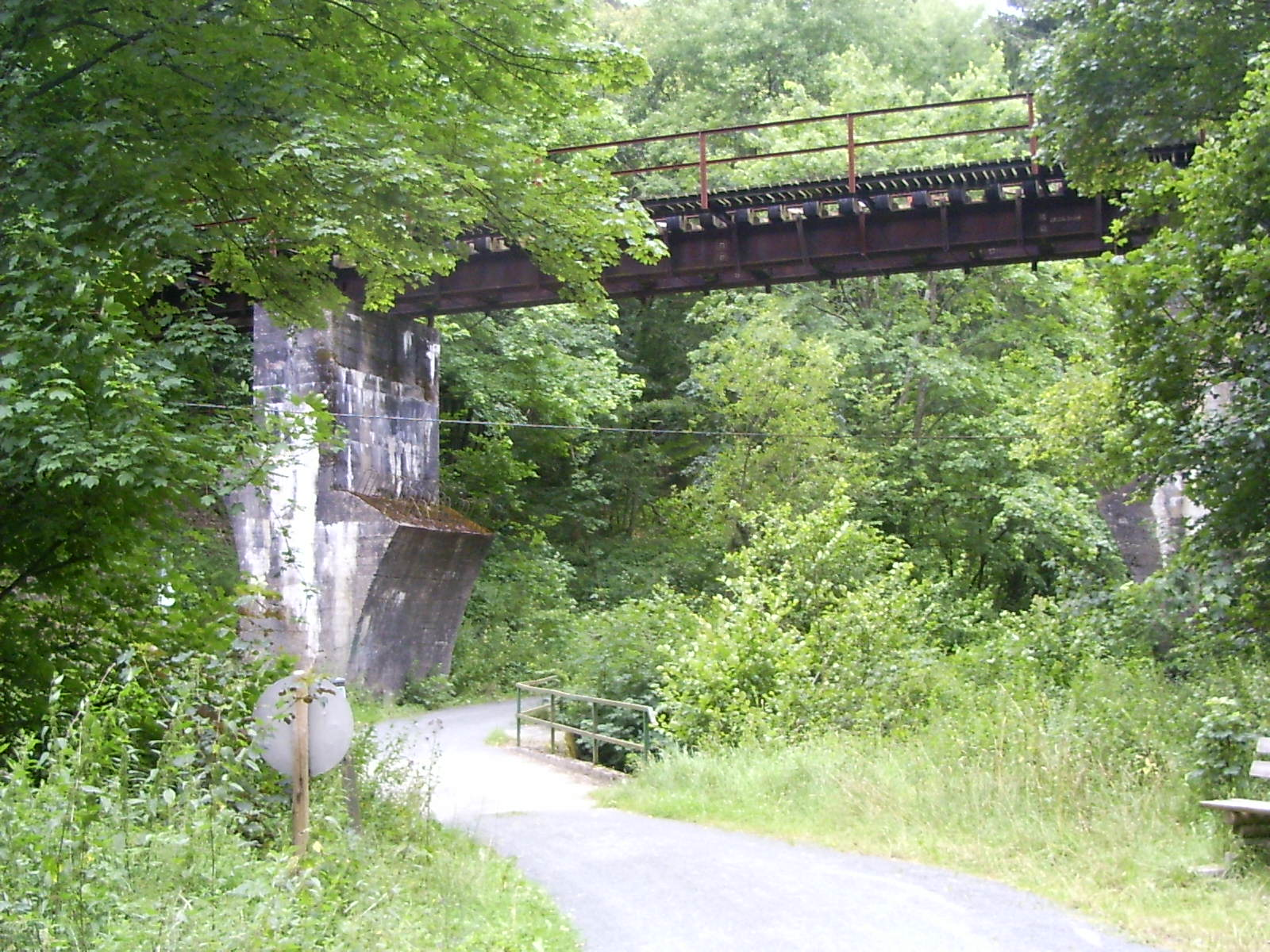
Brücke der ehem. Hochwaldbahn (km 51,7)
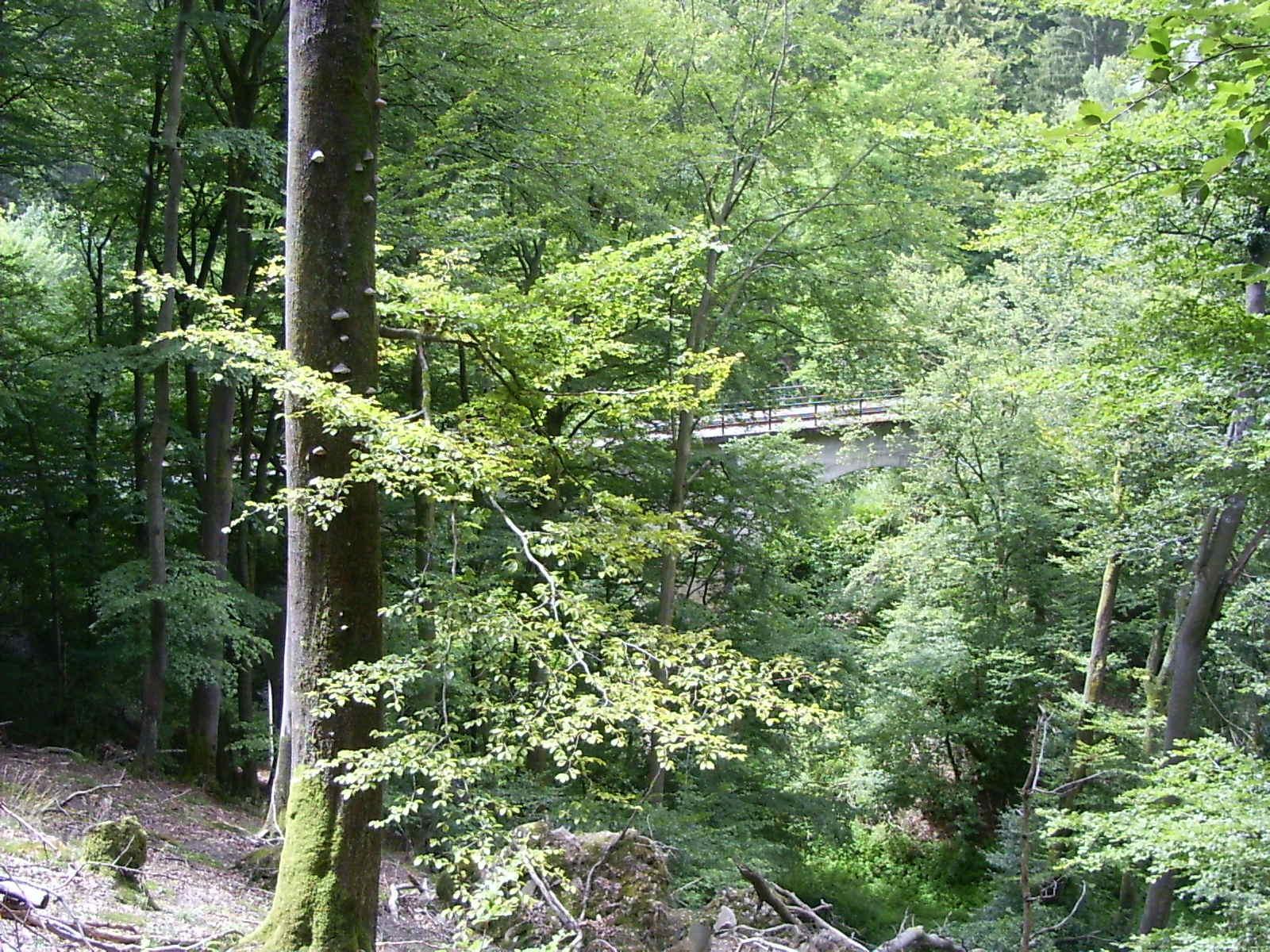
Brücke der ehem. Hochwaldbahn (km 53,967)